# Хенфри, Артур (футболист)
А́ртур Джордж Хе́нфри (англ. Arthur George Henfrey; 19 декабря 1867 — 17 октября 1929) — английский футболист и крикетист. Наиболее известен по выступлениям за футбольный клуб «Коринтиан», футбольные и крикетные команды «Кембридж Юниверсити», крикетный клуб графства Нортгемптоншир, а также за футбольную сборную Англии.

## Футбольная карьера

### Клубная карьера
Родился в Финедоне (вблизи Уэллингборо, графство Нортгемптоншир). Окончил школу Уэллингборо, во время учёбы выступал за школьную футбольную команду. Затем поступил в Джизус-колледж Кембриджского университета, где выступал за футбольную команду в 1890 и 1891 году.
С 1890 по 1893 год Хенфри выступал за футбольный клуб «Коринтиан», сыграв за него 68 матчей и забив 35 голов.
В 1891 году выступал за «Финедон Ревеллерс», а с 1892 по 1894 год — за «Финедон».

### Карьера в сборной
7 марта 1891 года дебютировал за национальную сборную Англии в матче Домашнего чемпионата против сборной Ирландии на стадионе «Молинью» в Вулвергемптоне, в котором англичане разгромили соперника со счётом 6:1. Хенфри забил второй гол в этой игре.
5 марта 1892 года провёл свою вторую игру за сборную Англии: это был матч Домашнего чемпионата против сборной Уэльса на стадионе «Рейскорс Граунд» в Рексеме, в котором английская сборная обыграла валлийскую со счётом 2:0, а Хенфри забил первый гол.
18 марта 1895 года провёл свой третий матч за сборную Англии — против сборной Уэльса. В отличие от первых двух матчей, в которых он выступал на позиции нападающего, он вышел на поле лондонского стадиона «Куинз Клаб» на позиции правого хавбека. Игра завершилась вничью со счётом 1:1.
16 марта 1896 года провёл свой четвёртый матч за сборную Англии, вновь против сборной Уэльса. В нём на стадионе «Кардифф Армс Парк» в Кардиффе англичане разгромили валлийцев со счётом 9:1.
4 апреля 1896 года провёл свой пятый (и последний) матч за сборную Англии, выйдя на поле стадиона «Селтик Парк» в Глазго в игре против сборной Шотландии. Игра завершилась поражением англичан со счётом 1:2; тогда прервалась серия из двадцати матчей сборной Англии без поражений, которая длилась шесть лет.

## Крикетная карьера
Во время учёбы в Кембридже Хенфри играл за крикетный клуб «Кембридж Юниверсити».
С 1886 по 1899 год выступал за крикетный клуб графства Нортгемптоншир. С 1893 по 1894 год был капитаном клуба.

## Достижения
Сборная Англии
- Победитель Домашнего чемпионата Великобритании: 1891, 1892, 1895

## После завершения карьеры игрока
Работал членом совета графства Нортгемптоншир, представляя Консервативную партию. В 1908 года стал президентом клуба «Финедон Юнайтед».